# Stazione di Moira

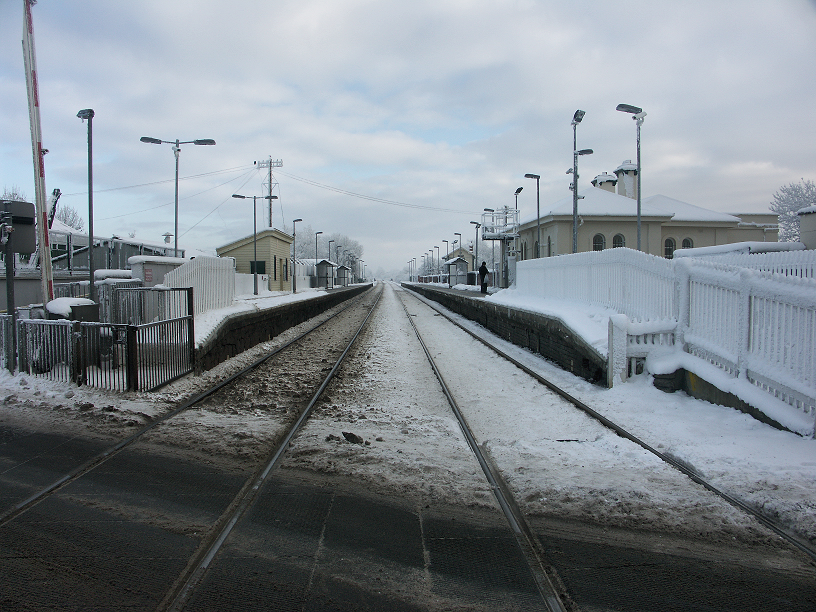
La stazione di Moira in inverno.

La stazione di Moira ( in inglese britannico Moira railway station) è una stazione ferroviaria che fornisce servizio a Moira, contea di Down, Irlanda del Nord. Attualmente le linee che vi passano sono la Belfast-Newry, la Belfast-Bangor e soprattutto la Dublino-Belfast, che però non fa fermata qui. La ferrovia fu aperta il 18 novembre 1841
Nonostante il servizio sia fornite ad una città della contea di Down, la stazione come struttura si trova nella contea di Antrim. La stazione è situata vicino alla M1 motorway ed è molto utilizzata dai pendolari della zona.

## Treni
Da lunedì a sabato c'è un treno ogni mezzora verso Portadown o Newry in una direzione e verso Bangor o Belfast nell'altra, con treni aggiuntivi nelle ore di punta. Di domenica c'è un treno per ogni direzione ogni ora.

## Servizi ferroviari
- Intercity Dublino–Belfast
- Belfast-Newry
- Belfast-Bangor

## Servizi
- Servizi igienici
- Capolinea autolinee
- Biglietteria a sportello
- Biglietteria self-service
- Distribuzione automatica cibi e bevande